# Hofprædikant
Hofprædikant er en titel som kongehuset tidligere tildelte præster, hvis forkyndelse særlig tiltalte kongen. Det var altså ikke et egentligt gejstligt embede, men derimod en verdslig anerkendelse af en indenfor gejstligheden bestemt persons måde at varetage sit embede.